# Hidrogen triatòmic
Hidrogen triatòmic o H₃ és una molècula triatòmica inestable que conté només hidrogen. Donat que aquesta molècula conté només tres àtoms d'hidrogen és la molècula triatòmica més simple i, per tant, és relativament simple resoldre numèricament la descripció en mecànica quàntica de les seves partícules. Essent inestable aquesta molècula es descompon en al voltant d'una milionèsima de segon, però dins de l'univers es forma i es destrueix de manera comuna perquè el catió trihidrogen és molt comú. L'espectre infraroig del H₃ és molt similar a la de l'ió, H₃+. En el principi de l'univers aquesta capacitat d'emetre lum infraroja va permetre que els gasos hidrogen i heli primigenis es refredessin prou per apoder formar estrelles.

## Formació
Aquesta molècula neutra es pot formar en un tub de descàrrega amb gas a baixa pressió.
Es pot formar un feix neutre de H₃ a partir d'un feix d'ions H₃+ que passin a través de potassi gasós, el qual dona un electró a l'ió, formant K+. També hi ha altres procediments de formació.

## Propietats
Aquesta molècula només pot existir en un estadi excitat. 2sA1' 3sA1' 2pA₂" 3dE' 3DE" 3dA1' 3pE' 3pA₂". L'estadi 2p²A₂" té un temps de vida de 700 ns.

## Catió
L'ió relacionatH₃+ és l'ió molecular més prevalent en l'espai interestel·lar. Es creu que va tenir un paper crucial en el refredament de les primeres estrelles en la història de l'univers a través de la seva ràpida capacitat d'absorbir i emetre fotons. Una de les més importants reaccions químiques en l'espai interestel·lar és H₃+ + e− → H₃ i aleshores → H₂ + H.

## Història
J. J. Thomson observà el H₃+ quan experimentava amb raigs positius. El 1913 Johannes Stark proposà que podia formar un anell estable amb els electrons. El 1919 Niels Bohr proposà una estructura amb tres nuclis. creia que el H₃+ podia ser inestable, però en reaccionar H₂− amb H+ podria donar H₃. neutre L'estructura de Stanley Allen era en forma d'hexagon amb alternància d'electrons i nuclis.
Gerhard Herzberg va ser el primer a observar realment l'espectre del H₃ neutre, i la seva molècula triatòmica va ser la primera a tenir un espectre Rydberg mesurat en el seu estadi inestable.